# Carlos Buttice

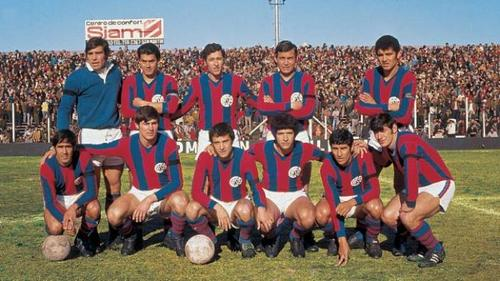
Los Matadores, o elenco do San Lorenzo campeão argentino invicto em 1968 - Buttice é o goleiro

Carlos Adolfo Buttice (Monte Grande, 17 de dezembro de 1942 – Esteban Echeverría, 3 de agosto de 2018), mais conhecido como Carlos Buttice, ou simplesmente Buttice,  foi um futebolista argentino que atuava como goleiro.
Goleiro forte, comparado a gladiadores, era também ágil na saída de gol. Dotado de grande impulsão, recebeu da imprensa argentina o apelido de Batman pelos voos que executava para defender bolas altas, sabendo que eram o melhor tipo de tentativa dos atacantes adversários após ele bloquear-lhe os ângulos. Também não se eximia de sair do gol para tentar roubar-lhes a bola com carrinhos, chegando inclusive a driblar os adversários.

## Carreira
Debutou em 1964, no Los Andes, pequeno time de Lomas de Zamora, na Grande Buenos Aires. No ano seguinte, foi emprestado a uma equipe maior, o Huracán, onde atraiu a atenção do rival San Lorenzo, um dos cinco grandes do futebol argentino. Ao fim do empréstimo ao clube de Parque Patricios, teve seu passe vendido ao de Boedo, passando a jogar pelo Ciclón em 1966. Logo exibiu boa fase, recebendo sua primeira convocação para a Seleção Argentina ainda naquele ano, já após a Copa do Mundo da Inglaterra.
No novo clube, teria seu melhor momento em 1968, integrando a equipe conhecida como Los Matadores, que fez do San Lorenzo o primeiro time a sagrar-se campeão argentino de forma invicta. Na final, os azulgranas bateram o forte Estudiantes de La Plata, campeão da Taça Libertadores da América daquele ano (e dos dois seguintes).
Em 1971, o San Lorenzo encontrava-se em crise financeira. Buttice, que chegou a ter salários atrasados, adquiriu então passe livre. Apesar de propostas francesas e mexicanas, veio jogar no Brasil: por indicação de Zezé Moreira, o America acertou com Buttice. Todavia, seria um dos goleiros americanos que, na visão do torcedor, foram atingidos por uma praga emitida por antigo goleiro dispensado pela equipe carioca. Fato é que não se firmou. No ano seguinte, foi para o Bahia. Chegou a ser contestado pela torcida tricolor, sendo um dos bodes expiatórios da perda do campeonato baiano naquele 1972; De fato, um dos três gols sofridos na decisão, contra o arquirrival Vitória, vieram de um pênalti que ele cometera.
Em 1973, no entanto, viveu grande fase. Fez parte da espinha-dorsal montada pelo técnico Evaristo de Macedo da equipe que voltou a ser campeã estadual, abrindo caminho para uma série que culminaria em um heptacampeonato. No campeonato brasileiro, por sua vez, teve grandes exibições e ficou próximo de faturar não só a Bola de Prata como melhor goleiro, como também a Bola de Ouro - seu compatriota Agustín Cejas, de quem fora reserva na Seleção Argentina, acabaria faturando ambos os prêmios. O técnico Sylvio Pirillo, que já o havia indicado ao Bahia, voltou a recomendar sua contratação, quando foi treinar o Corinthians.
Buttice chegou ao Parque São Jorge para ser reserva de Ado, mas ganhou a posição. Um dos novos colegas, Rivellino, ele já conhecia bem: ainda no San Lorenzo, em partida contra o próprio Corinthians, ele defendeu uma característica Patada Atômica em pênalti cobrado por Riva. O impacto fora tão forte que tatuou no peito do goleiro o crucifixo que carregava no pescoço. El Batman teve boas atuações, mas acabaria marcado, junto com o próprio Rivellino, pela perda do Paulistão daquele ano, que encerraria um jejum de vinte anos do alvinegro. Para piorar, a taça foi perdida para o rival Palmeiras, que venceu por 1 x 0 o segundo jogo da decisão (o primeiro terminara empatado em 1 x 1). Em um lance de bola parada do adversário, Leivinha subiu mais do que toda a defesa corintiana e cabeceou, com a bola caindo exatamente no pé direito de Ronaldo. O chute saiu forte, indefensável, no canto esquerdo de Buttice.
Alegando problemas particulares, Buttice deixou o Corinthians, do qual ainda nutre carinho pela torcida, além de gabar-se de ser o argentino que mais enfrentou Pelé, com quinze jogos, sem nunca ter levado gol dele. O goleiro regressou à Argentina, contratado pelo Atlanta. Já vetarano, passaria ainda por Gimnasia y Esgrima La Plata, Unión Española (clube do Chile)onde tambem foi campeao em 1977, Banfield (curiosamente, rival do Los Andes, onde ele começara a carreira) e Colón, onde encerrou em 1983 a carreira.

## Seleção
Buttice recebeu sua primeira convocação para a Seleção Argentina em 1966, já após a Copa do Mundo da Inglaterra, no mesmo ano em que chegou ao San Lorenzo. Ficou como o reserva de Agustín Cejas nas eliminatórias para a Copa do Mundo de 1970. A Albiceleste, porém, acabou eliminada em plena La Bombonera pelo Peru.
Já aposentado profissionalmente, Buttice voltou a defender seu país. Foi em 1987, na primeira edição da Copa Pelé, pequeno campeonato mundial de seleções formadas por ex-jogadores que atraiu grande público e audiência, em face da má fase da Seleção Brasileira na época. O torneio, idealizado por Luciano do Valle e transmitido pela TV Bandeirantes, foi um sucesso, reunindo a Itália de Giacinto Facchetti, Enrico Albertosi, Roberto Boninsegna e José João "Mazzola" Altafini, a Alemanha Ocidental de Wolfgang Overath, Lothar Emmerich, Klaus Fischer e Uwe Seeler, o Brasil (treinado pelo próprio Luciano) de Djalma Dias, Rivellino, Dario, Carpeggiani e Jairzinho, além da própria Argentina e do Uruguai.
Juntamente de Miguel Ángel Brindisi, Carlos Babington e Oscar Más, a Argentina surpreendeu, vencendo o favorito e anfitrião Brasil na decisão - já havia derrotado os rivais também na primeira fase. Buttice saiu como a grande figura, eleito o melhor jogador da competição. Prometera a Luciano do Valle que fecharia o gol na decisão e assim o fez. "Devemos metade da vitória ao Buttice", declarou o técnico argentino, Carmelo Faraone. "Nem quando jogava comigo lá no Corinthians esse gringo pegava tanto", admirou-se Rivellino. "Passamos o jogo inteiro pressionando e o Buttice pegou tudo", afirmou Luciano. El Batman também participou da segunda edição da Copa Pelé, dois anos depois, finalmente vencida pelos brasileiros. A competição de masters, inicialmente de grande repercussão, acabaria perdendo posteriormente o apelo comercial e de público e seria disputada pela última vez em 1995.

## Títulos

### Internacionais
Seleção Argentina
- Copa Pelé: 1987

### Nacionais
San Lorenzo
- Campeonato Argentino: Metropolitano 1968

Bahia
- Campeonato Baiano: 1973, 1974

Unión Española
- Campeonato Chileno: 1977

## Campanhas de destaque
Corinthians
- Campeonato Paulista: 2º lugar - 1974